# Condado de Dooly
O Condado de Dooly é um dos 159 condados do Estado americano de Geórgia. A sede do condado é Vienna, e sua maior cidade é Vienna. O condado possui uma área de 1 028 km², uma população de 11 525 habitantes, e uma densidade populacional de 11 hab/km² (segundo o censo nacional de 2000). O condado foi fundado em 15 de maio de 1921.